# El turista (película de 1963)
El turista es una película en blanco y negro de Argentina dirigida por Enrique Cahen Salaberry sobre su propio guion escrito en colaboración con Luis Ligero y Ricardo Muñoz Suay según un argumento de Juan García Atienza, Luis Ligero y Mariano Ozores que se estrenó el 5 de abril de 1963 y que tuvo como protagonistas a José Marrone, Juanjo Menéndez, Gracita Morales y Luis Heredia. Se exhibió también como Los dineros del Sacristán y Millonario por un día.

## Sinopsis
Un turista argentino se queda sin dinero en España hasta que encuentra un millón de pesetas.

## Reparto
- José Marrone … Alfredo
- Juanjo Menéndez …Don Justo
- Gracita Morales …Paz
- Luis Heredia
- Xan das Bolas 	... Atracador
- José Dorado
- Lola Gaos 	... 	Carmen
- Marisa Núñez
- Venancio Muro 	... Dimas
- José Orjas 	... Peluquero
- Hilma Calleja
- José Riesgo
- Joaquín Bergía
- Antonio Braña
- Pedro Fenollar
- Laureano Franco
- Jesús Guzmán
- Alfredo Mayo …Don Luis

## Comentarios
Jorge Miguel Couselo escribió sobre el filme en Correo de la Tarde:

”El final, con Marrone sin un céntimo, colgado de un tren, aspira a la melancolía de reminiscencias sandrinenses, o acaso chaplinescas. La película es a todas luces modesta y sin pretensiones.”

Tiempo de Cine opinó:

”La anécdota no es demasiado imaginativa aunque sí sea la más verosímil que protagonizó Marrone.”

Por su parte, Manrupe y Portela escriben:

”Marrone en España, en una dirección con inquietudes no del todo logradas, pero con personajes bien definidos.”